# 앨런 J. 바드

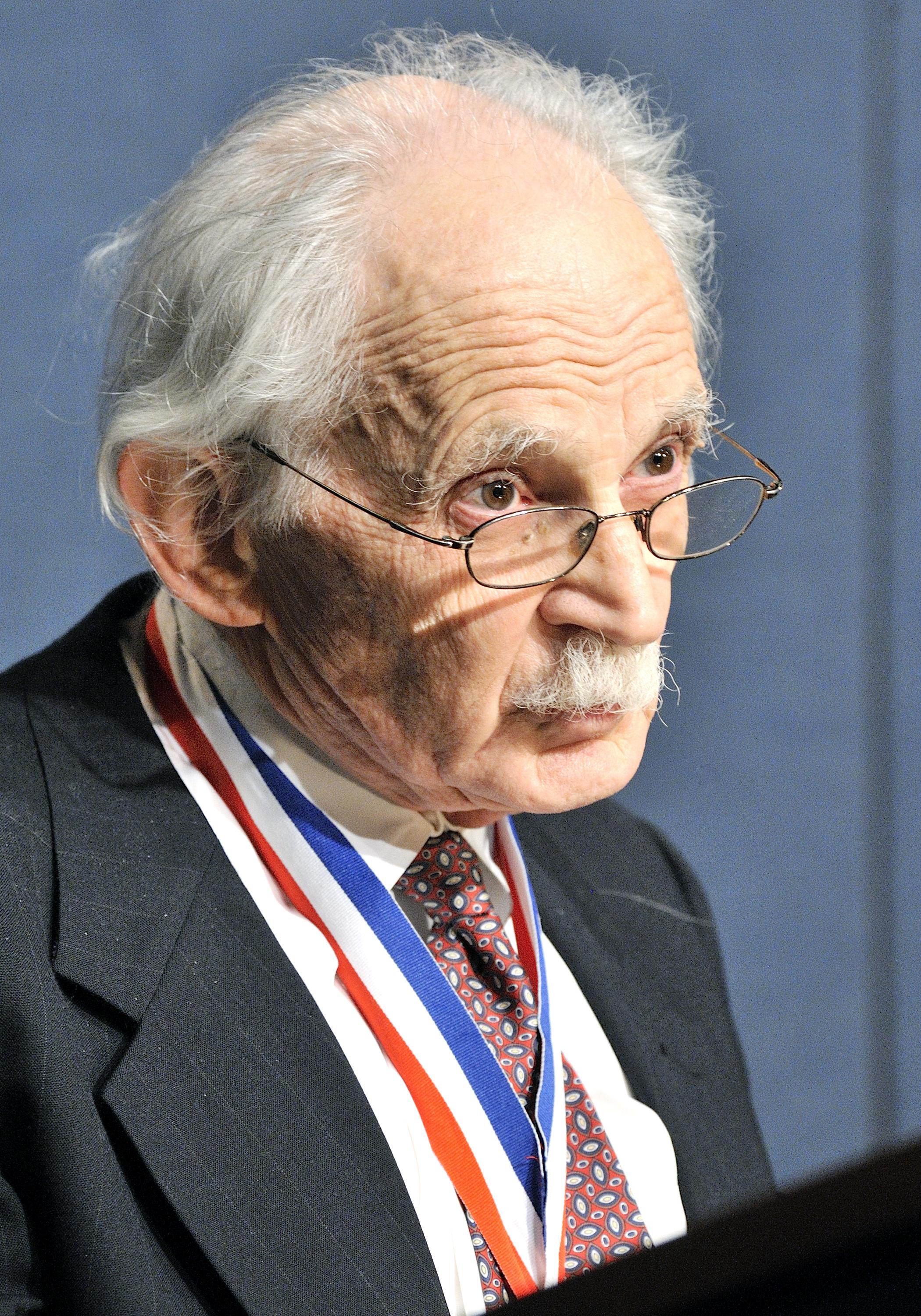
2014년 모습

앨런 J. 바드(Allen J. Bard, 본명: Allen Joseph Bard, 1933년 12월 18일 ~ 2024년 2월 11일)는 미국의 화학자였다. 텍사스 대학교 오스틴의 해커맨-웰치 리전트(Hackerman-Welch Regents) 석좌교수이자 전기화학 센터의 소장이었다. 바드는 주사형 전기화학 현미경, 전기화학발광의 공동 발견, 반도체 전극의 광전기화학에 대한 주요 공헌, 세미나 교과서 공동 집필 등의 혁신을 개발했다.

## 어린 시절과 교육
앨런 J. 바드는 1933년 12월 18일 뉴욕에서 태어났다. 브롱크스 과학고등학교를 다녔고 1955년에 시티 칼리지 오브 뉴욕을 졸업했다. 그 후 하버드 대학교에 다녔으며 그곳에서 석사 학위(1956)와 박사학위(1958)를 받았다.